# Lee Valley Hockey & Tennis Centre
Le Lee Valley Hockey and Tennis Centre est un centre de sports et de loisirs situé à Leyton, Borough londonien de Waltham Forest, au nord du Parc olympique de Londres. Détenu et géré par l'Administration du parc régional de Lee Valley, le site était auparavant connu sous le nom de Eton Manor et accueillait les Jeux olympiques d'été de 2012 et Jeux paralympiques d'été de 2012 avant en cours de conversion pour un usage public et de réouverture en juin 2014,.

## Histoire
Eton Manor tire son nom de Collège d'Eton, qui, à partir des années 1880, avait dirigé une mission visant à élever le niveau de vie dans East End.
En 1909, quatre philanthropes Old Etonian fondèrent le Club pour garçons d'Eton Manor pour fournir des installations sportives dans la région de Hackney, achetant l'ancien Manor Farm en 1913. En 1920, un ancien site de décharge fut converti en nouveau terrain de sport du club, connu comme The Wilderness. Les installations comprenaient neuf terrains de football, deux terrains de rugby, des terrains de cricket, six courts de tennis, un terrain de bowling, un court de squash et une piste de course. Le club des garçons d'Eton Manor a fermé ses portes en 1967 et le terrain du club est tombé en désuétude en 2001 avant d'être sélectionné pour être utilisé pendant les Jeux olympiques de 2012.
La fondation caritative créée en 1924 pour gérer et soutenir le Eton Manor Boys 'Club continue avec des objectifs différents et un nouveau nom, Club pour garçons d'Eton Manor.
Quatre clubs sportifs issus de la «mission» d'Eton existent toujours:
- Eton Manor R.F.C.[4], joue maintenant au terrain The New Wilderness à Wanstead
- Eton Manor F.C., maintenant partage de terrain et jouent leurs matchs au terrain de Waltham Abbey à Waltham Abbey
- Eton Manor AC[5], réunion à Waltham Forest Track and Pool à Walthamstow (jeunes athlètes) et The Cottage, Marsh Lane, à Leyton (athlètes seniors)
- Eastern Otters Water Polo Club (anciennement Eton Otters) qui joue actuellement au nouveau centre de loisirs Becontree Heath à Dagenham (www.eastenotters.co.uk)

Eton College a un deuxième lien avec les Jeux olympiques de 2012, car les épreuves d'aviron se sont déroulées dans les installations privées du collège, Dorney Lake.

## Jeux olympiques et paralympiques de Londres 2012
Pendant les Jeux olympiques et paralympiques de Londres 2012, Eton Manor était le seul site paralympique spécialement construit à cet effet, où il a accueilli le tennis en fauteuil roulant. Le site était composé de neuf terrains de compétition et de quatre courts d'échauffement.
Il y avait un total de 10 500 places pour les spectateurs, avec un court central d'une capacité de 5 000 places. Le site de 27 acres abritait également des piscines d'entraînement temporaires pour les participants aux événements aquatiques, y compris trois piscines de 50 m pour les nageurs et des piscines plus petites pour les nageurs synchronisés et les concurrents de water-polo.

### Post-Olympiques
Après les Jeux Olympiques, Eton Manor abrite le Riverbank Arena déménagé plus au sud dans le parc olympique. Le lieu a vu une conversion de 30 millions de livres sterling en un lieu public et a été rebaptisé Lee Valley Hockey and Tennis Centre et est géré par la Lee Valley Regional Park Authority. Il est composé de deux terrains de hockey et de dix courts de tennis, quatre intérieurs et six extérieurs. Le lieu propose une gamme d'événements et de programmes allant du niveau local au niveau élite.
En 2010, le conseil d'administration de England Hockey a fait une offre pour accueillir les Coupes du monde masculines et féminines en même temps en 2014, mais les concours ont été attribués à La Haye, avec la FIH promettant à Londres une chance d'organiser un événement en 2015 ou 2016. Le site accueillera les Championnats d'Europe de hockey sur gazon 2015. Wapping Hockey Club a obtenu une location de base à Olympic Legacy Facility après son ouverture en juin 2014. En décembre 2012, la Fédération internationale de tennis a annoncé que le site organiserait le NEC Wheelchair Tennis Masters sur ses courts intérieurs.

## Événements majeurs
Le Lee Valley Hockey & Tennis Centre a organisé un certain nombre d'événements internationaux majeurs. Il s'agit notamment des Championnats d'Europe 2015, des Champions Trophy 2016, des Demi-finales de la ligue mondiale de hockey sur gazon masculin 2016-2017, de la Coupe du monde féminine de hockey sur gazon 2018 et des Ligues professionnelles masculine et féminine en cours,.
Il a déjà organisé la compétition Wheelchair Tennis Masters en novembre 2014, 2015 et 2016, réunissant les plus grands joueurs de tennis du monde.

## Poème d'Eton Manor
La poète lauréate Carol Ann Duffy a été chargée d'écrire un poème installé à Eton Manor, pour célébrer son histoire et l'héritage qu'il laissera à la communauté après les Jeux.
Le poème est érigé sur une plaque de cuivre à l'entrée du lieu et faisait partie de l'initiative Winning Words, un programme national de poésie inspiré de Londres 2012 qui intégrait la poésie permanente et temporaire du Queen Elizabeth Olympic Park.

## Communauté et autres utilisateurs du centre
Le centre offre le sport Pay and Play à la communauté locale et à l'échelle nationale. Il y a deux clubs de la Ligue nationale d'Angleterre qui jouent leur hockey à Lee Valley. Il s'agit du East London Hockey Club et du Wapping Hockey Club. De plus, le Crostyx Hockey Club, le Tower Hamlets Hockey Club et le Waltham Forest Hockey Club jouent également un nombre important de matchs au cours de leur saison de ligue.
Il y a une forte présence du sport universitaire à Lee Valley avec des équipes de la Queen Mary University London, St.Barth & the Royal London, London School of Economics, London School of Oriental and African Studies, City University, South Bank University, University of the Arts, Université d'East London, Goldsmiths University de Londres et Kings College de Londres. Beaucoup de ces équipes concourent chaque année pour la Lee Valley University Cup, une compétition qui a lieu début octobre.